# Mimoserixia
Mimoserixia is een kevergeslacht uit de familie van de boktorren (Cerambycidae). De wetenschappelijke naam van het geslacht werd voor het eerst geldig gepubliceerd in 1963 door Breuning.

## Soorten
Mimoserixia is monotypisch en omvat slechts de volgende soort:
- Mimoserixia rondoni Breuning, 1963